# 左文静
左文静（1993年11月6日—），山东淄博人，中国女子象棋棋手、女子特级大师。

## 生平
左文静患有先天性软骨发育不全症，从小被称为“袖珍姑娘”。2005年，12岁的她被湖北棋院破格录用，是该院历史上年龄最小的棋手，并成为特级大师柳大华的弟子。2006年获“威凯杯”全国象棋冠军赛暨一级棋士赛冠军，由此晋升为象棋大师，也是当时年龄最小的象棋大师。此后，她曾夺得过2009年第一届全国智力运动会女子团体冠军、女子个人快棋亚军，2011年第二届全国智力运动会女子青年冠军，2015年第三届全国智力运动会女子快棋冠军，第四届全国智力运动会女子个人亚军等。2022年10月，她在马来西亚古晋举办的世界象棋锦标赛中以6胜1和积13分的优异表现夺魁，成为世界冠军并由此晋升为女子特级大师。